# 以色列宗教
2016年以色列宗教

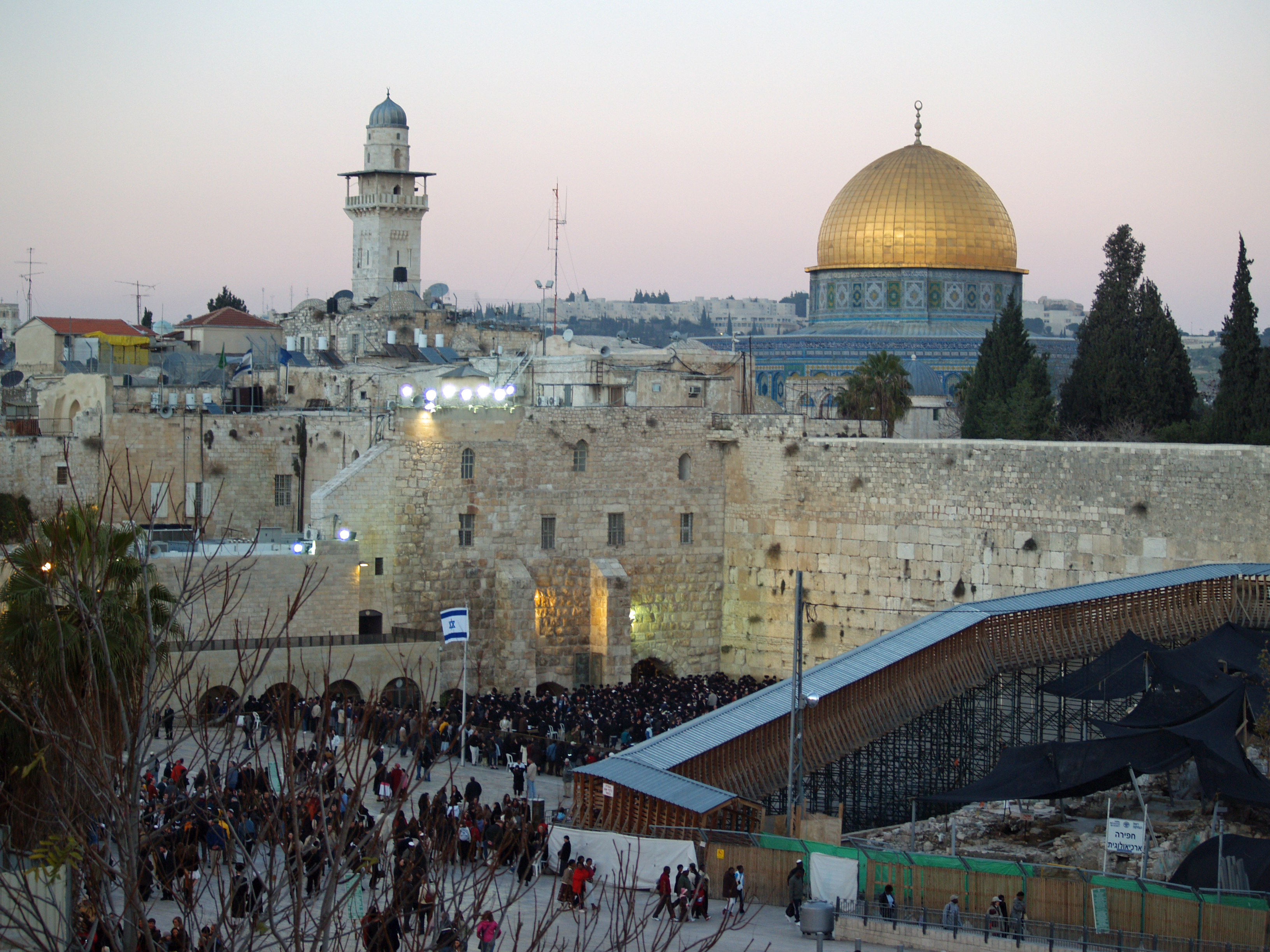
耶路撒冷的西牆與圓頂清真寺

以色列宗教是該國文化的中心特徵，在塑造以色列文化與生活方式的過程中發揮著重要作用，且宗教對以色列的歷史影響很大。以色列也是世界上唯一一個以猶太人為主的國家。據以色列中央統計局的資料，2011年該國人口中有75.4%是猶太人，有20.6%是阿拉伯人，剩下4.1%是其他民族。按宗教劃分，2011年該國75.4%是猶太教徒，16.9%是穆斯林，2.1%基督徒，1.7%德魯茲派，剩餘4.0%信仰其他宗教或不信宗教。
以色列沒有成文憲法，但宗教自由受法律保護。以色列基本法具有憲法的地位，規定了該國為「猶太國家」。這些基本法，與以色列國會的法令、以色列最高法院的決定及以色列現行的普通法一道，保障了該國的宗教自由。合法的非猶太人社區遵循經修改過的奧托曼及不列顛法令。以色列法律正式認可五種宗教──都屬於亞伯拉罕諸教，它們是：猶太教、基督教、伊斯蘭教、德魯茲派及巴哈伊信仰。並且，該國法律正式認可十種獨立的基督教分支：天主教的拉丁禮教會、亞美尼亞禮天主教會、马龙尼礼教会、默基特希臘禮天主教會、敘利亞禮天主教會、加色丁禮天主教會；東正教的希臘正教會；東方正統教會的叙利亚正教会、亚美尼亚使徒教会；新教的聖公宗。未被認可的宗教亦可自由實踐自己的宗教。

## 宗教上的自我認同
2009年時，8%的以色列猶太人認為自己是極端正統猶太教徒，12%認為自己是「篤信宗教的人」，13%是「篤信宗教的傳統主義者」，25%是「不篤信宗教的傳統主義者」（即不嚴格遵守猶太教法的人），42%是「世俗的人」。1999年，65%的以色列猶太人認為有神存在，85%的人會參加逾越節晚宴。:11然而，其他來源顯示，介於15%至37%之間的以色列人認為自己是無神論者或不可知論者。2009年的一項調查顯示80%的以色列猶太人相信神，而46%聲稱自己是世俗主義者。以色列人通常不會與猶太教的教派（如猶太教改革派和猶太教保守派）保持一致，卻會在一定程度上有類似的宗教行為。
2008年，以色列的阿拉伯人中有82.7%是穆斯林，8.4%是德魯茲派，8.3%是基督徒。超過80%的基督徒是阿拉伯人，剩餘大部分是與猶太人親戚一起移民到以色列的前蘇聯人。大約81%的基督徒是由阿拉伯婦女所生。

## 宗教與國籍
以色列建國是為了給猶太人提供一個免遭迫害的避難國度。儘管以色列的法律明確規定所有公民無論宗教、民族、祖籍，都有平等的公民權利，但受《回歸法》保護的公民在某些方面擁有優先權。猶太人及其親屬若欲要移民至以色列，可獲得優先對待。這樣增加了猶太人的人口，並給在原國受宗教歧視的人提供了避難場所。
《回歸法》在「誰是猶太人？」的問題上，並未嚴格遵守傳統猶太法。根據傳統猶太法，某些人（如改變宗教而加入猶太教的人）被認為是猶太人；但根據《回歸法》，那些人有移民回以色列的權利，但限制非常多，例如必须以希伯來文考核真偽。而另一些人只有猶太血統而不非信奉猶太教的人（如與猶太人結婚或祖父母是猶太人的人），卻可移民以色列。

## 宗教聖地：耶路撒冷、基利心山、海法／阿卡
耶路撒冷在亞伯拉罕諸教──猶太教、基督教、伊斯蘭教中的地位十分之重要，而海法和阿卡則在巴哈伊教中地位重要。基利心山則是撒馬利亞教 的聖地。《2000年耶路撒冷统计年鉴》（the 2000 Statistical Yearbook of Jerusalem）列出了該市的1204 個猶太會堂、158 個基督教堂和73個清真寺。儘管人們努力實現宗教共在，但一些地方──如聖殿山──仍然衝突不斷。耶路撒冷自公元前十世紀始就成為了猶太人的聖地。而第二聖殿的遺跡西牆，則是某些猶太人的聖地，其地位仅次於聖殿山。
耶路撒冷在《舊約聖經》和耶穌的生活中有著重要角色，因而成為基督教的聖地。許多基督徒認為，聖墓教堂的基址即是各各他的所在之處，他們因而在過去兩千年對此地頂禮膜拜。1889年，奧托曼帝國允許天主教在巴勒斯坦重新建立等级制度。其他古代教會，如希臘正教會、亚美尼亚使徒教会、叙利亚正教会、亞歷山大科普特正教會也尊崇耶路撒冷的地位。
根據傳統，耶路撒冷是伊斯蘭教遜尼派的第三大聖地。許多穆斯林認為，聖殿山的兩個地方是穆罕默德夜行登霄之處——阿克薩清真寺和圓頂清真寺。海法和阿卡在巴哈伊教的地位則是由於巴哈欧拉被囚禁於阿卡，並在此度過了晚年。基利心山是撤馬利亞教最神聖的地方，因為其教徒曾在此處建立了教堂。

## 宗教緊張局勢

### 猶太社區內部
以色列無論在法律上或實際操作中都允許所有宗教的宗教自由。自由之家報告稱：「宗教自由受到尊重。每種宗教都能管理其成員的結婚、埋葬、離婚。」哈雷迪猶太教徒與非哈雷迪猶太教徒之間的宗教關係緊張。年輕的男性哈雷迪猶太教徒成年時要全身心學習塔木德，因此得以免除在以色列國防軍服役。起初只有一小部份精英教徒得以免服兵役。許多哈雷迪神學院的領袖鼓勵學生們申請免服兵役，以免受軍隊裡世俗化環境的汙染。多年來，免服兵役的人數已佔到總人數的10%。許多世俗的以色列人認為這是在有組織地逃避兵役。
哈雷迪猶太教徒通常很年輕時就結婚，而且相比於世俗的以色列人更依賴政府援助。哈雷迪派的政黨與比例代表制中的其他少數派政黨一樣，代表著本派的人。他們在政府中及以下國家性質的選舉中發揮著不成比例的作用。
2008年六月，以色列國會的兩個主要的哈雷迪派政黨是沙斯黨──代表著塞法迪猶太人與米茲拉希猶太人，和聖經猶太教聯盟──摩西五經旗幟（דגל התורה）與以色列聯盟（אגודת ישראל）的聯盟。世俗的以色列人對哈雷迪猶太教徒常充滿不信任與敵意。作為對哈雷迪派政黨的回擊，变革党（שינוי）應運而生，以保護未受其他非宗教政黨代表的世俗猶太人的利益。
猶太教猶太教正統派、猶太教保守派與猶太教改革派之間也存在緊張關係。以色列官方只承認猶太教正統派（儘管由以色列之外保守派與改革派的猶太教教士主持的改宗亦可被回歸法接受）。因此，保守派與改革派的教堂很少得到政府資金和援助。保守派與改革派拉比不能主持宗教儀式和婚禮、離婚儀式，而且他們主持的改宗不被認為是有效的。保守派與改革派猶太人被禁止在西牆舉行宗教儀式，因為他們在關乎女性的事情上違反了正統的準則。
以色列有一種公交線路叫做迈哈德林公交線路（קו מהדרין），它只在主要的哈雷迪猶太教徒聚居的地方運行，而極端的哈雷迪猶太教徒尊崇性別隔離和其他死板的宗教教條。女性的非哈雷迪猶太教徒抱怨說曾被騷擾，並且被迫坐在公交車的後面。2011年一月，以色列最高法院裁決成性別隔離是非法的，並且廢止了迈哈德林公交線路。但在一年時間內，若公交車上性別隔離完全自願的，則被允許。

### 猶太人與基督徒
彌賽亞猶太人是彌賽亞的教徒，其中耶和華見證人和福音派基督徒是在以色列傳教最活躍的。一個猶太教正統派的反彌賽亞團體亚德·拉希姆（יד לאחים）發起遊行，並時不時抗議他們改變信仰。該團體已滲入到了他們以及其他改宗團體（如國際奎師那知覺協會和山達基）的活動中，並且留有記錄。其他猶太人認為彌賽亞猶太人的傳教活動是在煽動「外國宗教」或「偶像崇拜」。多年來有過幾起針對彌賽亞猶太人傳教活動縱火事件。彌賽亞猶太人曾受過攻擊，在奥尔耶胡达派出的幾百本新約聖經被焚燒。儘管傳教活動是合法的，但提供金錢或其他物質刺激是非法的，並且過去曾有人嘗試公開立法禁止傳教。
以色列的正統派猶太社區受到審查，因為他們對當地屬於少數的基督徒不友好，包括針對基督教傳教士及基督教社區的暴力。以色列的基督教牧師常抱怨，猶太人──尤其是哈雷迪派神學院的學生──對他們講話很粗魯。反誹謗聯盟要求主要的拉比公開反對針對信仰的攻擊。2010年一月，基督教領導人、以色列外交部人員、耶路撒冷市的代表與哈雷迪派社區一起討論了這個問題。哈雷迪社區法庭發表聲明譴責了這種行為，稱這是「對上帝之名的褻瀆」。2010年，自由派的正統派教徒做出一些舉措，顯示要團結基督徒，並改善耶路撒冷哈雷迪猶太教徒與基督徒的關係。

## 婚姻
之前以色列只認可信仰同一種官方承認的宗教（如猶太教正統派、基督教、伊斯蘭教、德鲁兹派等）的一男一女的婚姻。2010年之前，海外的民事婚姻是合法的。但2010年始，以色列法律允許與無宗教信仰的人進行世俗婚姻。這對世俗人士與非正統猶太教徒而言十分之大件事。有人擔憂世俗婚姻會把猶太人分為可與猶太教徒結婚的人和不可與猶太教徒結婚的人，從而導致一個問題，就是以色列還是不是猶太人的國家。

## 比例
（統計結果以千為單位）
| 年份 | 德魯茲派 | 基督教 | 伊斯蘭教 | 猶太教  | 合計    |
| ---- | -------- | ------ | -------- | ------- | ------- |
| 1949 | 14.5     | 34     | 111.5    | 1,013.9 | 1,173.9 |
| 1960 | 23.3     | 49.6   | 166.3    | 1,911.3 | 2,150.4 |
| 1970 | 35.9     | 75.5   | 328.6    | 2,582   | 3,022.1 |
| 1980 | 50.7     | 89.9   | 498.3    | 3,282.7 | 3,921.7 |
| 1990 | 82.6     | 114.7  | 677.7    | 3,946.7 | 4,821.7 |
| 2000 | 103.8    | 135.1  | 970      | 4,955.4 | 6,369.3 |
| 2009 | 125.3    | 151.7  | 1,286.5  | 5,703.7 | 7,552   |
| 2011 | 129.8    | 155.1  | 1,354.3  | 5,907.5 | 7,836.6 |

2011年的統計把非阿拉伯裔基督徒（估計有25,000人）計入「猶太人和其他人」。